# Ка Рапети (Маса-Карара)
Ка Рапети је насеље у Италији у округу Маса-Карара, региону Тоскана.
Према процени из 2011. у насељу је живело 28 становника. Насеље се налази на надморској висини од 130 м.